# قمة البريكس 2018
قمة دول البريكس في جوهانسبيرغ 2018 هي قمة البريكس السنوية العاشرة، وهي مؤتمر للعلاقات الدولية يحضره رؤساء الدول أو رؤساء حكومات الدول الخمس الأعضاء في البرازيل وروسيا والهند والصين وجنوب إفريقيا. عقدت القمة في جوهانسبرغ في جنوب إفريقيا، وهي المرة الثانية التي استضافت فيها جنوب أفريقيا القمة بعد قمة عام 2013. موضوع تلك السنة «البريكس في أفريقيا».

## التوصيات
أقرت عدد من التوصيات في ختام القمة العاشرة منها مواجهة النزعة الانفرادية والحرب التجارية الأمريكية ورفض الأحادية القطبية في النظام الدولي وتكثيف التعاون والاستثمار البيني بين دول البريكس في كافة المجالات المتاحة ورفع معدلات النمو الاقتصادي لدول البريكس وحماية الأمن المعلوماتي لدول البريكس.

## القادة المشاركون

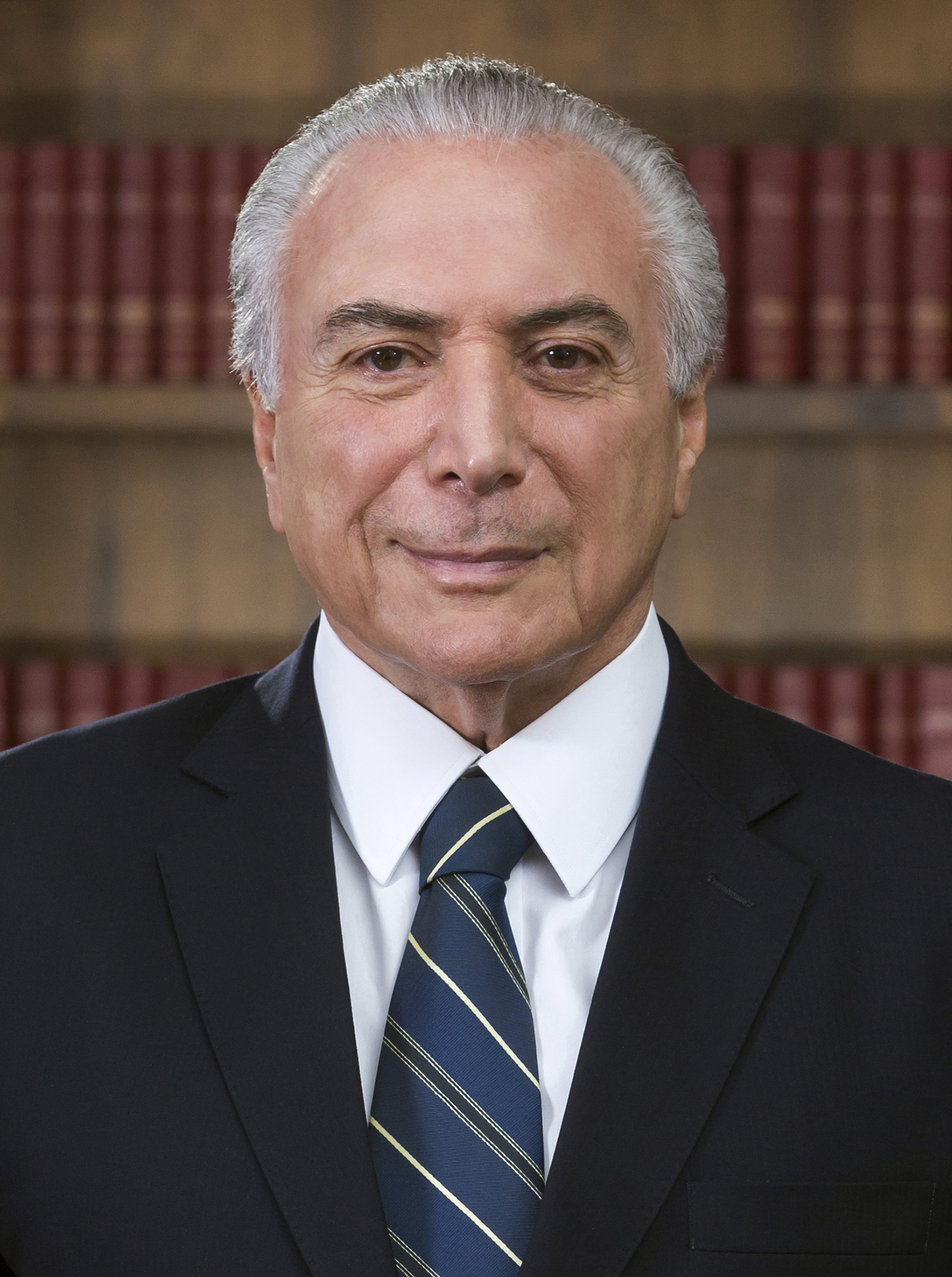
' ميشال تامر، رئيس البرازيل
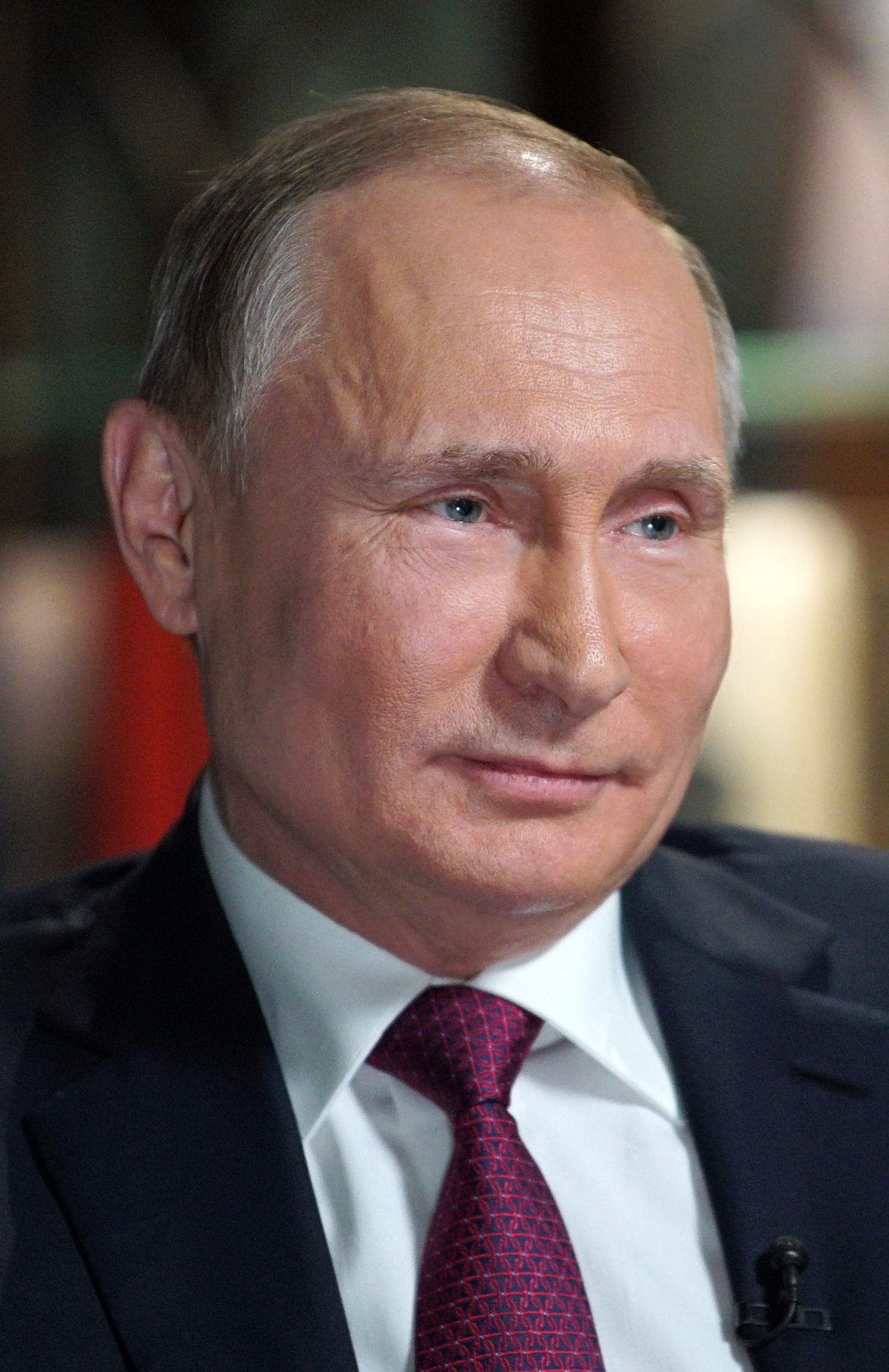
' فلاديمير بوتين، رئيس روسيا
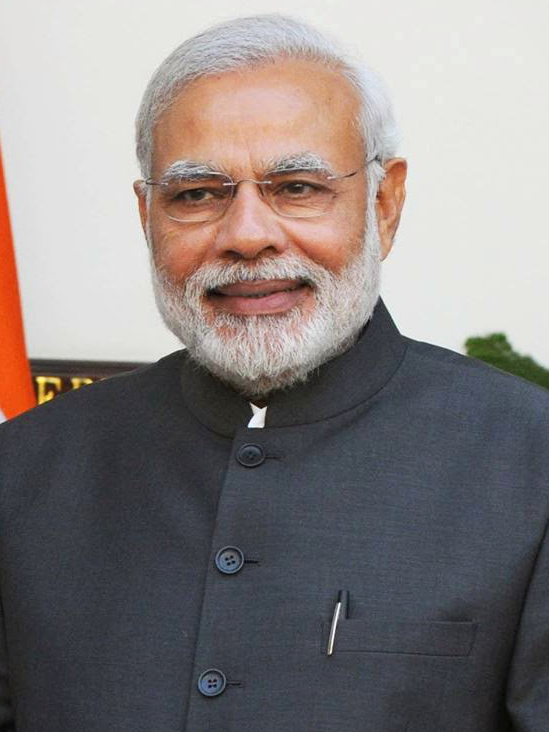
' ناريندرا مودي، رئيس وزراء الهند
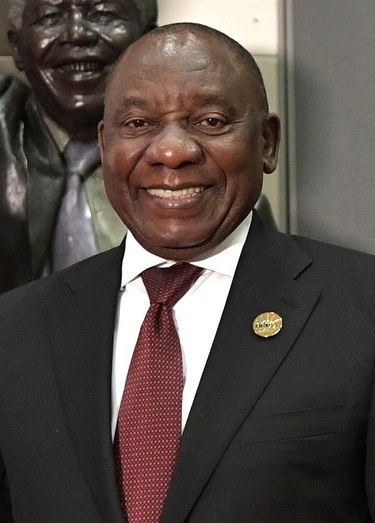
SAF سيريل رامافوزا، رئيس جنوب أفريقيا (المضيف)

- البرازيل
ميشال تامر، رئيس البرازيل
- روسيا
فلاديمير بوتين، رئيس روسيا
- الهند
ناريندرا مودي، رئيس وزراء الهند
- قالب:SAF
سيريل رامافوزا، رئيس جنوب أفريقيا (المضيف)

## الضيوف

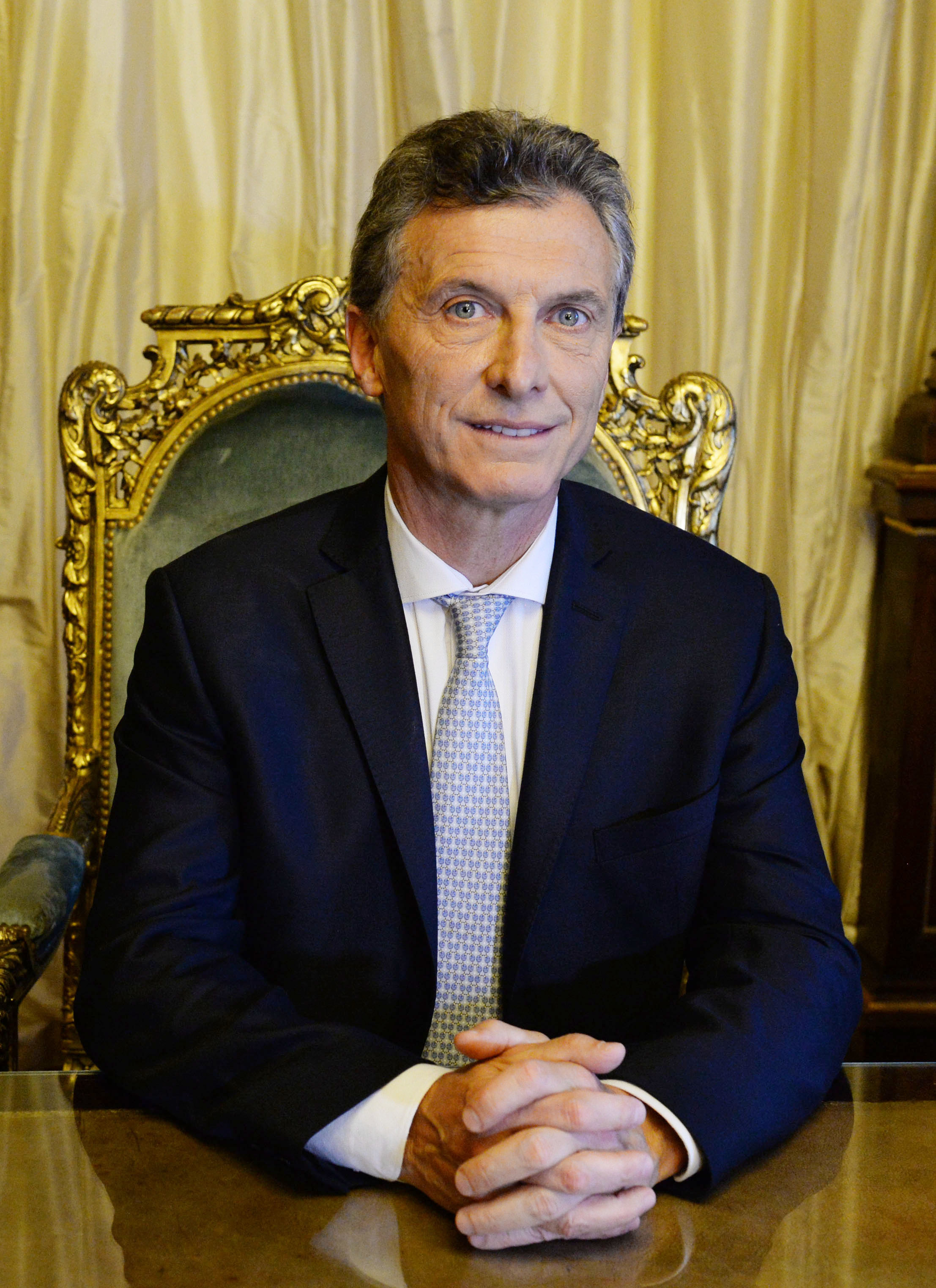
' ماوريسيو ماكري، رئيس الأرجنتين
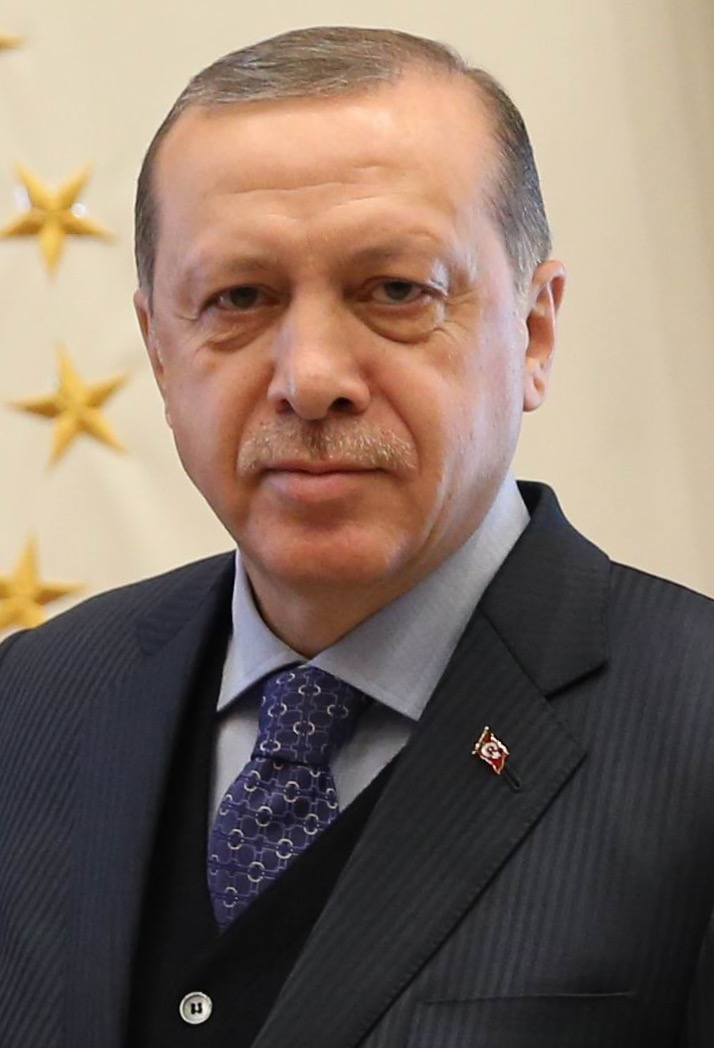
' رجب طيب أردوغان، رئيس تركيا

- الأرجنتين
ماوريسيو ماكري، رئيس الأرجنتين[4]
- تركيا
رجب طيب أردوغان، رئيس تركيا[5]